# Autodesk Maya
Autodesk Maya /ˈmaɪə/, thường được gọi tắt là Maya, là một phần mềm đồ họa 3D chạy trên nền Windows, OS X và Linux, ban đầu  thiết kế bởi Alias Systems Corporation (trước đó là Alias|Wavefront) và hiện tại đang được sở hữu và phát triển bởi Autodesk, Inc. Nó được dùng để tạo ra các ứng dụng tương tác 3D bao gồm trò chơi điện tử, phim hoạt hình, truyền hình và kỹ xảo hình ảnh.

## Lịch sử
Maya là một sản phẩm tạo hoạt họa thế hệ mới dựa trên mã của The Advanced Visualizer bởi Wavefront Technologies, PowerAnimator của Alias Research, Inc. và Alias Sketch!. Mã được chuyển đổi sang nền tảng IRIX và các chức năng hoạt họa được thêm vào; tên mã của dự án chuyển đổi đó là Maya. Walt Disney Feature Animation hợp tác triệt để với đội ngũ phát triển Maya trong quá trình sản xuất ra phim Dinosaur. Disney yêu cầu giao diện người dùng phải được tùy biến sao cho mỗi cá nhân có thể tùy chỉnh ứng dụng để phù hợp cách làm việc của riêng mình. Điều này ảnh hưởng cốt lõi đến kiến trúc mở của Maya, và góp phần trong việc giúp nó phổ biến trong ngành công nghiệp phim ảnh đồ họa.
Sau khi Silicon Graphic Inc thu mua cả Alias và Wavefront, công nghệ thế hệ mới của Wavefront (khi đó đang trong quá trình phát triển) đã được hợp nhất vào Maya. Qua sự kiện này ở SGI mà Microsoft thu được Softimage. Công ty bị sở hữu mới được hình thành này được đặt tên là Alias|Wavefront.
Trong giai đoạn phát triển ban đầu, Maya dùng Tcl như ngôn ngữ lập trình chính với mục đích khiến nó tương đồng với ngôn ngữ shell trong Unix.Tuy nhiên sau khi hợp nhất với Wavefront, người ta chọn Sophia - ngôn ngữ kịch bản trong Wavefront's Dynamation - làm ngôn ngữ nhúng cho Maya.
Maya 1.0 được phát hành vào tháng 2 năm 1998. Theo sau một chuỗi sáp nhập công ty, Maya được mua bởi Autodesk vào năm 2005. Dưới trướng công ty mới, Maya được đổi tên thành Autodesk Maya. Tuy nhiên, cái tên "Maya" vẫn tiếp tục là tên gọi phổ biến cho sản phẩm này.

### Giải thưởng
Vào ngày 1-3-2003, Alias đã được vinh danh bởi Viện Hàn lâm Nghệ thuật điện ảnh và Khoa học với giải Giải thưởng thành tựu kỹ thuật dành cho các thành tựu về mặt khoa học và kỹ thuật của họ trong việc phát triển Maya.
Vào năm 2005, trong khi làm việc cho Alias|Wavefront, Jos Stam cùng với Edwin Catmull và Tony DeRose đoạt giải Giải thưởng thành tựu kỹ thuật cho việc phát minh và ứng dụng bề mặt phân hiệu (subdivision surface), được dùng rất phổ biến trong nhiều phần mềm đồ họa 3D hiện nay.
Ngày 2-8-2008 Duncan Brinsmead, Jos Stam, Julia Pakalns cùng Martin Werner nhận được Giải thưởng thành tựu kỹ thuật cho việc thiết kế và thực hiện hệ thống hiệu ứng chất lỏng trong Maya.

### Sử dụng trong giới chuyên môn
Maya được dùng trong rất nhiều phim điện ảnh với trình kết xuất RenderMan của Pixar, bao gồm các phim thắng giải của viện Hàn lâm như Monsters, Inc., The Matrix, Spider-Man, Cô gái với hình xăm rồng, Avatar, Đi tìm Nemo, Up, Hugo, Rango, và Frozen. Nó còn được dùng để tạo hiệu ứng đồ họa cho các chương trình truyền hình, chẳng hạn như Trò chơi vương quyền, The Walking Dead, Once Upon a Time, Bones, Futurama, Boardwalk Empire và South Park.
Maya cũng góp phần tạo hiệu ứng cho trò chơi điện tử, ví dụ như Halo 4.

### Nghệ thuật
Maya cũng được sử dụng như một công cụ tạo ra những bức tranh kỹ thuật số (phân biệt với ảnh 3D kết xuất từ mô hình). Một trong số các nghệ sĩ nổi tiếng nhất trong lĩnh vực này là họa sĩ siêu thực đại chúng Ray Caesar.